# BMW PGA Championship
Il BMW PGA Championship, come è attualmente denominato per ragioni di sponsorizzazione, è un torneo di golf maschile disputato annualmente facente parte dell'European Tour. Istituito nel 1955 dalla Professional Golfers' Association col nome di  British PGA Championship, viene giocato a maggio di ogni anno al Wentworth Club nel Surrey, Inghilterra. L'European Tour ha il suo quartier generale nel club e per questo motivo il BMW PGA Championship è spesso considerato come il torneo più importante del tour.
Ha solitamente avuto il montepremi più alto tra i tornei dell'European Tour fino al 2009, con l'introduzione della Race to Dubai e del Dubai World Championship disputato alla fine della stagione. Esistono altri tornei con montepremi più ricchi rispetto al BMW PGA Championship, come i Majors e i tornei dei World Golf Championships, ma gli organizzatori sono diversi da quelli del BMW PGA Championship.
È anche il "torneo principale" dell'European Tour nella valutazione del Official World Golf Rankings e attribuisce un minimo di 64 punti nel ranking al vincitore.
Nel 2000 Colin Montgomerie divenne l'unico giocatore ad aver vinto il torneo per tre anni consecutivi. Tre italiani hanno vinto il torneo: Costantino Rocca nel 1996, Matteo Manassero nel 2013 e Francesco Molinari nel 2016.

## Vincitori
| Anno                              | Sede                        | Vincitore             | Paese d'origine      | Punteggio            | Margine sul secondo  | Secondo classificato                               |
| BMW PGA Championship              | BMW PGA Championship        | BMW PGA Championship  | BMW PGA Championship | BMW PGA Championship | BMW PGA Championship | BMW PGA Championship                               |
| --------------------------------- | --------------------------- | --------------------- | -------------------- | -------------------- | -------------------- | -------------------------------------------------- |
| 2024                              | Wentworth Club              | Billy Horschel (2)    | Stati Uniti          | 275 (-23)            | Playoff (2a buca)    | Rory McIlroy Tomas Lawrence                        |
| 2023                              | Wentworth Club              | Ryan Fox              | Nuova Zelanda        | 270 (−18)            | 1 colpo              | Tyrrell Hatton Aaron Rai                           |
| 2022                              | Wentworth Club              | Shane Lowry           | Irlanda              | 199 (−19)            | 1 colpo              | Rory McIlroy Jon Rahm                              |
| 2021                              | Wentworth Club              | Billy Horschel        | Stati Uniti          | 269 (−19)            | 1 colpo              | Kiradech Aphibarnrat Laurie Canter Jamie Donaldson |
| 2020                              | Wentworth Club              | Tyrrell Hatton        | Inghilterra          | 269 (−19)            | 4 colpi              | Victor Perez                                       |
| 2019                              | Wentworth Club              | Danny Willett         | Inghilterra          | 268 (−20)            | 3 colpi              | Jon Rahm                                           |
| 2018                              | Wentworth Club              | Francesco Molinari    | Italia               | 271 (−17)            | 2 colpi              | Rory McIlroy                                       |
| 2017                              | Wentworth Club              | Alexander Norén       | Svezia               | 277 (−11)            | 2 colpi              | Francesco Molinari                                 |
| 2016                              | Wentworth Club              | Chris Wood            | Inghilterra          | 279 (−9)             | 1 colpo              | Rikard Karlberg                                    |
| 2015                              | Wentworth Club              | An Byeong-hun         | Corea del Sud        | 267 (−21)            | 6 colpi              | Thongchai Jaidee Miguel Ángel Jiménez              |
| 2014                              | Wentworth Club              | Rory McIlroy          | Irlanda del Nord     | 274 (−14)            | 1 colpo              | Shane Lowry                                        |
| 2013                              | Wentworth Club              | Matteo Manassero      | Italia               | 278 (−10)            | Playoff (4a buca)    | Simon Khan Marc Warren                             |
| 2012                              | Wentworth Club              | Luke Donald (2)       | Inghilterra          | 273 (−15)            | 4 colpi              | Paul Lawrie Justin Rose                            |
| 2011                              | Wentworth Club              | Luke Donald           | Inghilterra          | 278 (−6)             | Playoff (1a buca)    | Lee Westwood                                       |
| 2010                              | Wentworth Club              | Simon Khan            | Inghilterra          | 278 (−6)             | 1 colpo              | Fredrik Andersson Hed Luke Donald                  |
| 2009                              | Wentworth Club              | Paul Casey            | Inghilterra          | 271 (−17)            | 1 colpo              | Ross Fisher                                        |
| 2008                              | Wentworth Club              | Miguel Ángel Jiménez  | Spagna               | 277 (−11)            | Playoff (2a buca)    | Oliver Wilson                                      |
| 2007                              | Wentworth Club              | Anders Hansen (2)     | Danimarca            | 280 (−8)             | Playoff (1a buca)    | Justin Rose                                        |
| BMW Championship                  |                             |                       |                      |                      |                      |                                                    |
| 2006                              | Wentworth Club              | David Howell          | Inghilterra          | 271 (−17)            | 5 colpi              | Simon Khan                                         |
| 2005                              | Wentworth Club              | Ángel Cabrera         | Argentina            | 273 (−15)            | 2 colpi              | Paul McGinley                                      |
| Volvo PGA Championship            |                             |                       |                      |                      |                      |                                                    |
| 2004                              | Wentworth Club              | Scott Drummond        | Scozia               | 269 (−19)            | 2 colpi              | Ángel Cabrera                                      |
| 2003                              | Wentworth Club              | Ignacio Garrido       | Spagna               | 270 (−18)            | Playoff (1a buca)    | Trevor Immelman                                    |
| 2002                              | Wentworth Club              | Anders Hansen (1)     | Danimarca            | 269 (−19)            | 5 colpi              | Colin Montgomerie Eduardo Romero                   |
| 2001                              | Wentworth Club              | Andrew Oldcorn        | Scozia               | 272 (−16)            | 2 colpi              | Ángel Cabrera                                      |
| 2000                              | Wentworth Club              | Colin Montgomerie (3) | Scozia               | 271 (−17)            | 3 colpi              | Darren Clarke Lee Westwood Andrew Coltart          |
| 1999                              | Wentworth Club              | Colin Montgomerie (2) | Scozia               | 270 (−18)            | 5 colpi              | Mark James                                         |
| 1998                              | Wentworth Club              | Colin Montgomerie (1) | Scozia               | 274 (−14)            | 1 colpo              | Ernie Els Gary Orr Patrik Sjöland                  |
| 1997                              | Wentworth Club              | Ian Woosnam (2)       | Galles               | 275 (−13)            | 2 colpi              | Darren Clarke Ernie Els Nick Faldo                 |
| 1996                              | Wentworth Club              | Costantino Rocca      | Italia               | 274 (−14)            | 2 colpi              | Nick Faldo Paul Lawrie                             |
| 1995                              | Wentworth Club              | Bernhard Langer (3)   | Germania             | 279 (−9)             | 1 colpo              | Michael Campbell Per-Ulrik Johansson               |
| 1994                              | Wentworth Club              | José María Olazábal   | Spagna               | 271 (−17)            | 1 colpo              | Ernie Els                                          |
| 1993                              | Wentworth Club              | Bernhard Langer (2)   | Germania             | 274 (−14)            | 6 colpi              | Gordon Brand Colin Montgomerie Frank Nobilo        |
| 1992                              | Wentworth Club              | Tony Johnstone        | Zimbabwe             | 272 (−16)            | 2 colpi              | Gordon Brand José María Olazábal                   |
| 1991                              | Wentworth Club              | Seve Ballesteros (2)  | Spagna               | 271 (−17)            | Playoff (1a buca)    | Colin Montgomerie                                  |
| 1990                              | Wentworth Club              | Mike Harwood          | Australia            | 271 (−17)            | 1 colpo              | John Bland Nick Faldo                              |
| 1989                              | Wentworth Club              | Nick Faldo (4)        | Inghilterra          | 272 (−16)            | 2 colpi              | Ian Woosnam                                        |
| 1988                              | Wentworth Club              | Ian Woosnam (1)       | Galles               | 274 (−14)            | 2 colpi              | Seve Ballesteros Mark James                        |
| Whyte & Mackay PGA Championship   |                             |                       |                      |                      |                      |                                                    |
| 1987                              | Wentworth Club              | Bernhard Langer (1)   | Germania Ovest       | 270 (−18)            | 4 colpi              | Seve Ballesteros                                   |
| 1986                              | Wentworth Club              | Rodger Davis          | Australia            | 281 (−7)             | Playoff              | Des Smyth                                          |
| 1985                              | Wentworth Club              | Paul Way              | Inghilterra          | 282 (−6)             | Playoff              | Sandy Lyle                                         |
| 1984*                             | Wentworth Club              | Howard Clark          | Inghilterra          | 204 (−12)            | 2 colpi              | Gordon J. Brand Bernhard Langer                    |
| Sun Alliance PGA Championship     |                             |                       |                      |                      |                      |                                                    |
| 1983                              | Royal St George's Golf Club | Seve Ballesteros (1)  | Spagna               | 278 (−10)            | 2 colpi              | Ken Brown Sandy Lyle                               |
| 1982                              | Hillside Golf Club          | Tony Jacklin (2)      | Inghilterra          | 284 (−4)             | Playoff              | Bernhard Langer                                    |
| 1981                              | Ganton Golf Club            | Nick Faldo (3)        | Inghilterra          | 274 (−10)            | 4 colpi              | Ken Brown Neil Coles                               |
| 1980                              | Royal St George's Golf Club | Nick Faldo (2)        | Inghilterra          | 283 (+3)             | 1 colpo              | Ken Brown                                          |
| Colgate PGA Championship          |                             |                       |                      |                      |                      |                                                    |
| 1979                              | St Andrews Links            | Vicente Fernández     | Argentina            | 288 (E)              | 1 colpo              | Baldovino Dassù Gary Player                        |
| 1978                              | Royal Birkdale Golf Club    | Nick Faldo (1)        | Inghilterra          | 278 (−10)            | 7 colpi              | Ken Brown                                          |
| Penfold PGA Championship          |                             |                       |                      |                      |                      |                                                    |
| 1977                              | Royal St George's Golf Club | Manuel Piñero         | Spagna               | 283 (+3)             | 3 colpi              | Peter Oosterhuis                                   |
| 1976                              | Royal St George's Golf Club | Neil Coles            | Inghilterra          | 280 (E)              | Playoff (3a buca)    | Eamonn Darcy Gary Player                           |
| 1975                              | Royal St George's Golf Club | Arnold Palmer         | Stati Uniti          | 285 (+5)             | 2 colpi              | Eamonn Darcy                                       |
| Viyella PGA Championship          |                             |                       |                      |                      |                      |                                                    |
| 1974                              | Wentworth Club              | Maurice Bembridge     | Inghilterra          | 278 (−10)            | 1 colpo              | Peter Oosterhuis                                   |
| 1973                              | Wentworth Club              | Peter Oosterhuis      | Inghilterra          | 280 (−8)             | 3 colpi              | Dale Hayes Donald Swaelens                         |
| 1972                              | Wentworth Club              | Tony Jacklin (1)      | Inghilterra          | 279 (−9)             | 3 colpi              | Peter Oosterhuis                                   |
| Schweppes Open                    |                             |                       |                      |                      |                      |                                                    |
| 1970–71                           | Sospeso                     | Sospeso               | Sospeso              | Sospeso              | Sospeso              | Sospeso                                            |
| 1969                              | Ashburnham Golf Club        | Bernard Gallacher     | Scozia               | 293                  | 1 colpo              | John Garner Guy Wolstenholme                       |
| 1968 (o)                          | Dunbar Golf Club            | David Talbot          | Inghilterra          | 276                  | 5 colpi              | Bernard Hunt                                       |
| 1967 (o)                          | Hunstanton Golf Club        | Malcolm Gregson       | Inghilterra          | 275                  | 3 colpi              | Hugh Boyle                                         |
| Piccadilly PGA Close Championship |                             |                       |                      |                      |                      |                                                    |
| 1968 (c)                          | Royal Mid-Surrey Golf Club  | Peter Townsend        | Inghilterra          | 275                  | 1 colpo              | Neil Coles                                         |
| PGA Close Championship            |                             |                       |                      |                      |                      |                                                    |
| 1967 (c)                          | Thorndon Park Golf Club     | Brian Huggett         | Galles               | 271                  | 8 colpi              | Jimmy Hitchcock Bernard Hunt                       |
| Schweppes PGA Close Championship  |                             |                       |                      |                      |                      |                                                    |
| 1966                              | Saunton Golf Club           | Guy Wolstenholme      | Inghilterra          | 278                  | 4 colpi              | George Will                                        |
| 1965                              | Prince's Golf Club          | Peter Alliss (3)      | Inghilterra          | 286                  | Playoff (1a buca)    | Peter Butler                                       |
| 1964                              | Western Gailes Golf Club    | Tony Grubb            | Inghilterra          | 287                  | 2 colpi              | Lionel Platts                                      |
| 1963                              | Royal Birkdale Golf Club    | Peter Butler          | Inghilterra          | 306                  | 2 colpi              | Bobby Walker                                       |
| 1962                              | Little Aston Golf Club      | Peter Alliss (2)      | Inghilterra          | 287                  | 1 colpo              | Ralph Moffitt Christy O'Connor Snr                 |
| 1961                              | Royal Mid-Surrey Golf Club  | Brian Bamford         | Inghilterra          | 266 (−10)            |                      |                                                    |
| PGA Close Championship            |                             |                       |                      |                      |                      |                                                    |
| 1960*                             | Coventry Golf Club          | Arnold Stickley       | Inghilterra          | 247                  |                      |                                                    |
| 1959                              | Ashburnham Golf Club        | Dai Rees              | Galles               | 283                  |                      |                                                    |
| 1958                              | Llandudno Golf Club         | Harry Bradshaw        | Irlanda              | 287                  |                      |                                                    |
| 1957                              | Maesdu Golf Club            | Peter Alliss (1)      | Inghilterra          | 286                  |                      |                                                    |
| 1956                              | Maesdu Golf Club            | Charlie Ward          | Inghilterra          | 282                  | Playoff (2 colpi)    | Eric Brown                                         |
| 1955                              | Pannal Golf Club            | Ken Bousfield         | Inghilterra          | 277                  |                      |                                                    |

* – A causa della pioggia nel 1960 il torneo fu ridotto a 63 buche, e nel 1984 fu accorciato a 54 buche.

## Plurivincitori
Solo nove giocatori hanno vinto il torneo più di una volta, fino al 2019.
- 4 vittorie:
  - Nick Faldo - 1978, 1980, 1981, 1989
- 3 vittorie:
  - Peter Alliss - 1957, 1962, 1965
  - Bernhard Langer - 1987, 1993, 1995
  - Colin Montgomerie - 1998, 1999, 2000
- 2 vittorie:
  - Tony Jacklin - 1972, 1982
  - Seve Ballesteros - 1983, 1991
  - Ian Woosnam - 1988, 1997
  - Anders Hansen - 2002, 2007
  - Luke Donald - 2011, 2012.